# 쿠란주의
쿠란주의(아랍어: القرآنية, al-Qurʾāniyya)는 이슬람에서 쿠란이 유일한 종교적 믿음과 법의 근거라고 주장하는 이슬람 운동이다. 쿠란주의자들은 쿠란이 그 자체로 명백하고 완전하기 때문에 그 해석에 있어 하디스나 순나에 의존할 필요가 없다고 주장하며, 따라서 "tafsir al-Qur'an bi al-Qur'an", 즉 쿠란을 통해서 쿠란을 해석한다.
수니파 무슬림은 신앙, 사법과 입법에서 쿠란 외에도 하디스, 사하바, 이즈마와 끼야스 등을 고려하며, 여러 이슬람 종파는 어떤 하디스를 신뢰하는지에 따라 분화되나 이들 하디스는 대체로 중복된다. 그러나 이와 달리 쿠란주의는 어떠한 하디스도 인정하지 않는다. 이러한 관점은 쿠란의 해석을 두고 수니파, 시아파 무슬림과 쿠란주의자 사이에 현격한 차이를 형성한다.
쿠란주의자들은 무함마드가 하디스를 금지했다고 주장한다. 그러나 하디스를 신앙의 근거가 아닌 역사적 기록물로서는 인정하기 때문에 그들의 주장을 뒷받침하기 위해 우마르 칼리프와 우마이야, 아바스 칼리파국의 초기 이슬람 문헌을 근거로 인용하기도 한다. 이러한 쿠란주의의 대표적인 인물로는 치라그 알리, 아메드 수비 만수르, 라샤드 칼리파, 야샤르 누리 외즈튀르크 등이 있다. 인도, 카자흐스탄, 말레이시아, 나이지리아, 튀니지와 미국 등 여러 국가에서 쿠란주의 조직이 결성되었으며, 오늘날 하디스가 쿠란과 모순된다고 여기는 일부 무슬림들에게 주목받고 있다.

## 같이 보기
- 자유 무슬림 운동